# Distretto di Pek
Il distretto di Pek è uno degli otto distretti (mueang) della provincia di Xiangkhoang, nel Laos. Ha come capoluogo la città di Phonsavan.